# Roxas (Palawan)
Roxas is een gemeente in de Filipijnse provincie Palawan. Bij de laatste census in 2007 had de gemeente ruim 51 duizend inwoners.

## Geografie

### Bestuurlijke indeling
Roxas is onderverdeeld in de volgende 31 barangays:
| - Abaroan - Antonino - Bagong Bayan - Barangay 1 - Barangay II - Barangay III - Barangay IV - Barangay V Pob. - Barangay VI Pob. - Caramay - Dumarao | - Iraan - Jolo - Magara - Malcampo - Mendoza - Narra - New Barbacan - New Cuyo - Rizal - Salvacion | - Tagumpay - Taradungan - Tinitian - Tumarbong - Nicanor Zabala - San Isidro - San Jose - San Miguel - San Nicolas - Sandoval |

## Demografie
Roxas had bij de census van 2007 een inwoneraantal van 51.084 mensen. Dit zijn 3.842 mensen (8,1%) meer dan bij de vorige census van 2000. De gemiddelde jaarlijkse groei komt daarmee uit op 1,08%, hetgeen lager is dan het landelijk jaarlijks gemiddelde over deze periode (2,04%). Vergeleken met de census van 1995 is het aantal mensen met 6.714 (15,1%) toegenomen.

De bevolkingsdichtheid van Roxas was ten tijde van de laatste census, met 51.084 inwoners op 1177,56 km², 37,7 mensen per km².